# U.S. Submarines Inc.
U.S. Submarines Inc. — американская компания, специализирующаяся на постройке невоенных подводных лодок — туристических, частных, исследовательских.
Компания основана в 1993 г и возглавляется Л. Брюсом Джонсом в партнерстве с Эллисом Адамсом.
В её линейке частные подводные лодки от небольшого 2-местного батискафа «Тритон» с глубиной погружения до 305 м, до большой лодки Phoenix 1000, длиной 65 м, водоизмещением 1500 т и стоимостью 78 млн.$. Компания имеет до 100 заказов на частные лодки, однако имена заказчиков не разглашаются, в обладании собственной подводной лодкой признался лишь Роман Абрамович.
Также компания производит туристические лодки, исследовательские батискафы, реализует подержанные лодки, ведет разработки в области подводного судостроения.